# Санта-Кристіна-д'Аспромонте
Санта-Кристіна-д'Аспромонте (італ. Santa Cristina d'Aspromonte, сиц. Santa Cristina) — муніципалітет в Італії, у регіоні Калабрія, метрополійне місто Реджо-Калабрія‎.
Санта-Кристіна-д'Аспромонте розташована на відстані близько 510 км на південний схід від Рима, 95 км на південний захід від Катандзаро, 31 км на північний схід від Реджо-Калабрії.
Населення — 948 осіб (2014).
Щорічний фестиваль відбувається 6 грудня. Покровитель — святий Миколай.

## Демографія
Населення за роками:

Станом на 1 січня 2023 року в муніципалітеті офіційно проживав 21 іноземець з 3 країн, серед них 19 громадян країн Євросоюзу.

## Сусідні муніципалітети
- Карері
- Козолето
- Оппідо-Мамертіна
- Платі
- Сан-Лука
- Шидо